# Bojan Sanković
Bojan Sanković (in serbo Бојан Санковић?; Knin, 21 novembre 1993) è un calciatore montenegrino, centrocampista dello Zalaegerszeg.

## Carriera
Il 9 agosto 2013 viene acquistato a titolo definitivo dalla squadra ungherese dell'Újpest.

## Statistiche

### Presenze e reti nei club
Statistiche aggiornate al 19 maggio 2019.
| Stagione                 | Squadra                  | Campionato               | Campionato | Campionato | Coppe nazionali | Coppe nazionali | Coppe nazionali | Coppe continentali | Coppe continentali | Coppe continentali | Altre coppe | Altre coppe | Altre coppe | Totale | Totale |
| Stagione                 | Squadra                  | Comp                     | Pres       | Reti       | Comp            | Pres            | Reti            | Comp               | Pres               | Reti               | Comp        | Pres        | Reti        | Pres   | Reti   |
| ------------------------ | ------------------------ | ------------------------ | ---------- | ---------- | --------------- | --------------- | --------------- | ------------------ | ------------------ | ------------------ | ----------- | ----------- | ----------- | ------ | ------ |
| 2012-2013                | Mladost Podgorica        | PL                       | 28         | 0          | CM              | 4               | 0               | -                  | -                  | -                  | -           | -           | -           | 32     | 0      |
| lug.-ago. 2013           | Mladost Podgorica        | PL                       | 0          | 0          | CM              | 0               | 0               | UEL                | 5                  | 0                  | -           | -           | -           | 5      | 0      |
| Totale Mladost Podgorica | Totale Mladost Podgorica | Totale Mladost Podgorica | 28         | 0          |                 | 4               | 0               |                    | 5                  | 0                  |             | -           | -           | 37     | 0      |
| 2013-2014                | Újpest                   | NBI                      | 17         | 0          | CU+CdL          | 5+4             | 1+0             | -                  | -                  | -                  | -           | -           | -           | 26     | 1      |
| 2014-2015                | Újpest                   | NBI                      | 4          | 0          | CU+CdL          | 1+1             | 0               | -                  | -                  | -                  | -           | -           | -           | 6      | 0      |
| 2015-2016                | Újpest                   | NBI                      | 23         | 1          | CU+CdL          | 6+2             | 0               | -                  | -                  | -                  | -           | -           | -           | 31     | 1      |
| 2016-2017                | Újpest                   | NBI                      | 16         | 0          | CU+CdL          | 4+0             | 0               | -                  | -                  | -                  | -           | -           | -           | 20     | 0      |
| 2017-2018                | Újpest                   | NBI                      | 25         | 0          | CU+CdL          | 8+0             | 0               | -                  | -                  | -                  | -           | -           | -           | 33     | 0      |
| 2018-2019                | Újpest                   | NBI                      | 31         | 0          | CU+CdL          | 1+0             | 0               | UEL                | 4                  | 1                  | -           | -           | -           | 36     | 1      |
| 2019-2020                | Újpest                   | NBI                      | 0          | 0          | CU+CdL          | 0+0             | 0               | UEL                | 0                  | 0                  | -           | -           | -           | 0      | 0      |
| Totale Újpest            | Totale Újpest            | Totale Újpest            | 116        | 1          |                 | 32              | 1               |                    | 4                  | 1                  |             | -           | -           | 152    | 3      |
| Totale carriera          | Totale carriera          | Totale carriera          | 144        | 1          |                 | 36              | 1               |                    | 9                  | 1                  |             | -           | -           | 189    | 3      |

## Palmarès

### Club

#### Competizioni nazionali
- Coppa d'Ungheria: 1

Zalaegerszeg: 2022-2023